# Staitz
Staitz was een gemeente in de Duitse deelstaat Thüringen. Op 1 december 2011 werd de voormalige gemeente onderdeel van de landgemeente Auma-Weidatal, dat deel uitmaakt van het Landkreis Greiz.